# 牛尾海

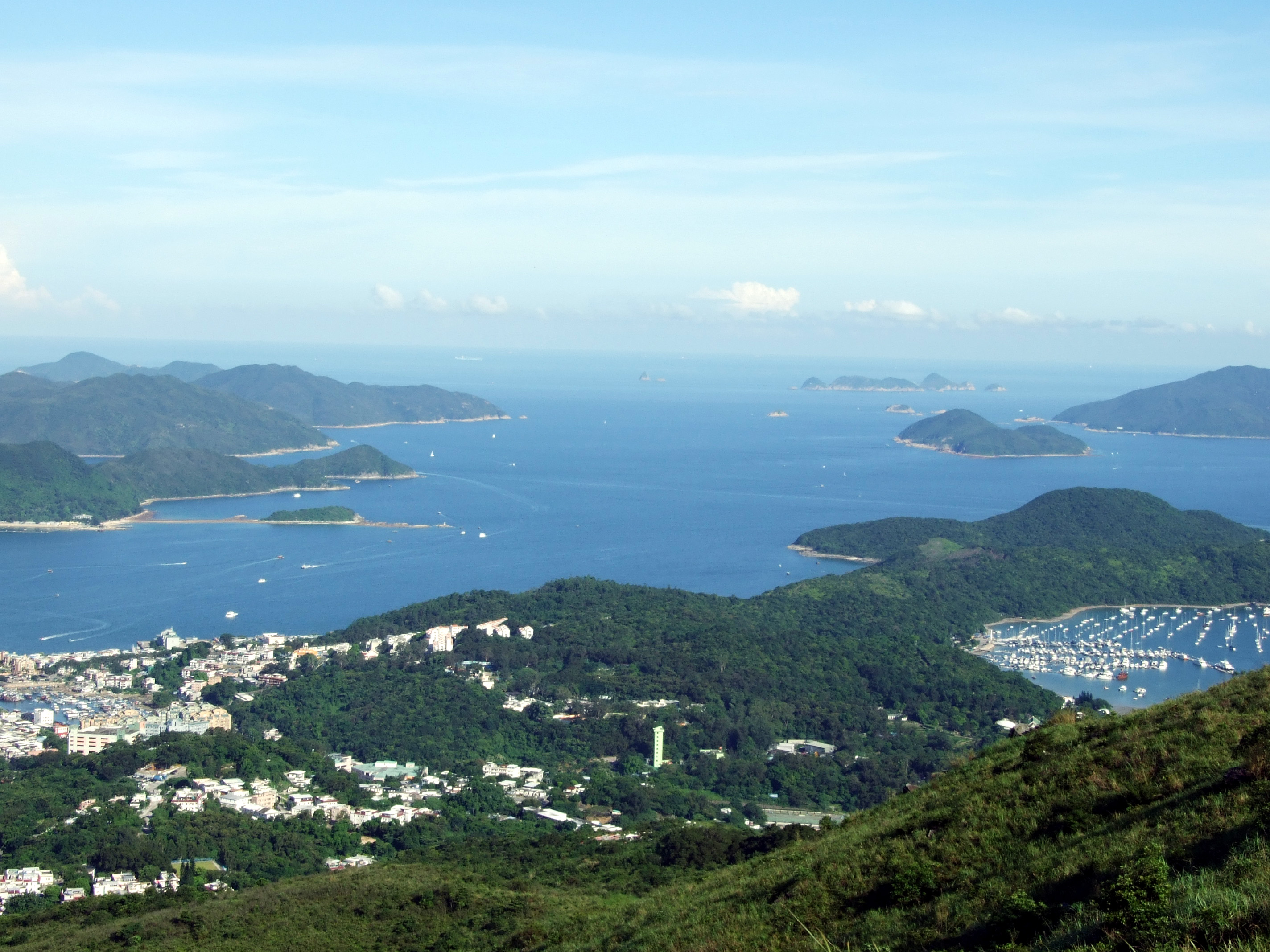
牛尾海

牛尾海（英語：Port Shelter）是位於香港新界西貢半島東南及清水灣半島東面的一個海域，西北連接西貢海，東北連接糧船灣海及萬宜水庫，東面和南面則是南中國海的範圍。大部份地方被劃為橋咀郊野公園及牛尾海海岸公園之內。
1941年香港保衛戰所使用的醉酒灣防線，其東面的終點就是牛尾海，但該處並非戰事的重點。
牛尾海曾經是操炮區，因此有機會發現可疑爆炸品。如有發現要立即通報警方